# Oh Jung-se
Oh Jung-se (en hangul, 오정세; nacido el 26 de febrero de 1977) es un actor surcoreano.

## Carrera
Empezó su carrera en teatro, y desde entonces ha aparecido en muchos personajes de reparto, notablemente en Idilio Insignificante As One (2012), A Millionaire On the Run (2012), y Running Man (2013).
Su actuación en la comedia romántica How to Use Guys with Secret Tips la que le valió la atención especial de críticos y espectadores. Esto lo llevó a ser lanzado en su primer papel principal en la película The Hero (2013).
El 20 de junio del 2020 se unió al elenco principal de la serie It's Okay to Not Be Okay (también conocida como "Psycho But It’s Okay") donde dio vida a Moon Sang-tae, un increíble y talentoso ilustrador, así como el hermano mayor de Moon Kang-tae (Kim Soo-hyun), hasta el final de la serie el 9 de agosto del mismo año.
El 6 de julio del mismo año se unió al elenco de la serie The Good Detective (también conocida como "Model Detective"), donde interpretó a Oh Jong-tae, hasta el final de la serie en agosto del mismo año.
En octubre de 2021 se unió al elenco de la serie Jirisan (también conocida como "Mount Jiri"), donde dio vida a Jung Goo-young, un guardabosques extremadamente práctico que cree que la clave para salvar a otros es salvarse a sí mismo primero.
El 26 de enero de 2022 se anunció que estaba en pláticas para unirse al elenco de la serie Si las estrellas hablaran. Aceptó el papel de Kang Kang-soo, un científico investigador de la mosca de la fruta que trabaja en una estación espacial y es además el segundo hijo de una poderosa familia chaebol. La serie tuvo un largo proceso de producción y posproducción, por lo que aunque en principio estaba previsto su estreno en 2023, este se demoró hasta enero de 2025.

## Filmografía

### Series de televisión
| Año     | Título                         | Personaje              | Cadena          | Notas                      | Ref.                 |
| ------- | ------------------------------ | ---------------------- | --------------- | -------------------------- | -------------------- |
| 2006    | Someday                        | Seo Jung-joon          | OCN             |                            |                      |
| 2008    | Tazza                          | Kwang-tae              | SBS             |                            |                      |
| 2010    | Dandelion Family               | Jae-hoon               | MBC             |                            |                      |
| 2011    | El Musical                     | Koo Jak                | SBS             |                            |                      |
| 2012    | Perdiéndote                    | Joo Jung-myung         | MBC             |                            |                      |
| 2013    | March: Una Historia de Amigos  | Él mismo               | SBS             |                            |                      |
| 2013    | Esperando a Amor               | Philip                 | KBS2            |                            |                      |
| 2013    | Marry Him If You Dare          | Na Joo-hyun            | KBS2            |                            |                      |
| 2013    | Miss Corea                     | Kim Heung-sam          | MBC             |                            |                      |
| 2014    | Estoy Muriendo Pronto          | Woo-jin                | KBS2            | Drama Special              |                      |
| 2014    | Una Hoja Nueva                 | Park Sang-tae          | MBC             |                            |                      |
| 2014    | Plus Nueve Chicos              | Koo Kwang-soo          | tvN             |                            |                      |
| 2014    | Misaeng: Vida incompleta       | Marido de Chungsol CEO | tvN             | Aparición especial, ep. 20 |                      |
| 2015    | El Amante                      | Oh Si                  | Mnet            |                            |                      |
| 2016    | El Detective Vampiro           | Yong Goo-hyung         | OCN             |                            |                      |
| 2016    | Artista                        | Fiscal (ep. 7 & 9)     | SBS             |                            |                      |
| 2016    | Mente bonita                   | Kang Hyun-joon         | KBS2            |                            |                      |
| 2016    | Luz de noche                   |                        | MBC             |                            |                      |
| 2017    | Desaparecido Nu                | Jung Ki-joon           | MBC             |                            |                      |
| 2018    | Mistress                       | Kim Young-dae          | OCN             |                            |                      |
| 2019    | Touch Your Heart               | Yeon Joon-kyoo         | tvN             |                            |                      |
| 2019    | When the Camellia Blooms       | Noh Kyoo-tae           | KBS2            |                            |                      |
| 2019-20 | Hot Stove League               | Kwon Kyung-min         | SBS             |                            | [ 15 ] [ 16 ]        |
| 2020    | It's Okay to Not Be Okay       | Moon Sang-tae          | tvN             |                            |                      |
| 2020    | The Good Detective             | Oh Jong-tae            | JTBC            |                            |                      |
| 2021    | Jirisan                        | Jung Goo-young         | tvN             |                            |                      |
| 2021-22 | Uncle                          | Wang Joon-hyuk         | TV Chosun, Viki |                            | [ 17 ]               |
| 2022    | Las hermanas                   | Shin Hyun-min          | tvN             |                            | [ 18 ] [ 19 ]        |
| 2023    | Revenant                       | Yeom Hae-sang          | SBS             |                            | [ 20 ] [ 21 ]        |
| 2023-24 | Sweet Home                     | Dr.Lim                 | Netflix         | Serie web                  | [ 22 ]               |
| 2023-24 | El juego de la muerte          | Ahn Ji-hyung           | TVING           | Serie web                  | [ 23 ]               |
| 2024    | La reina de las lágrimas       | Lee Min-woo            | tvN             | Aparición especial, ep. 1  | [ 24 ]               |
| 2024    | El Sr. Plancton                | Eo-heung               | Netflix         | Serie web                  | [ 25 ] [ 26 ]        |
| 2025    | Si las estrellas hablaran      | Kang Kang-su           | tvN             |                            | [ 27 ] [ 28 ] [ 14 ] |
| 2025    | When Life Gives You Tangerines | Yeom Byeong-cheol      | Netflix         | Serie web                  | [ 29 ]               |
| 2025    | Un chico ejemplar              | Min Joo-young          | JTBC            |                            | [ 30 ] [ 31 ]        |

### Películas
| Año  | Título                           | Personaje                   | Notas              | Ref.          |
| ---- | -------------------------------- | --------------------------- | ------------------ | ------------- |
| 1997 | Father                           |                             |                    |               |
| 2001 | Address Unknown                  |                             |                    |               |
| 2003 | Here I Am!                       |                             |                    |               |
| 2003 | Into the Mirror                  |                             |                    |               |
| 2003 | Oh! Brothers                     |                             |                    |               |
| 2004 | Windstruck                       |                             |                    |               |
| 2004 | Face                             |                             |                    |               |
| 2004 | Ghost House                      |                             |                    |               |
| 2005 | Red Eye                          |                             |                    |               |
| 2005 | Short Time                       |                             |                    |               |
| 2005 | You Are My Sunshine              |                             |                    |               |
| 2005 | Diary of June                    |                             |                    |               |
| 2005 | Always Behind You                |                             |                    |               |
| 2006 | One Shining Day                  |                             |                    |               |
| 2006 | Between Love and Hate            |                             |                    |               |
| 2006 | Maundy Thursday                  |                             |                    |               |
| 2006 | Moodori                          |                             |                    |               |
| 2006 | Sundays in August                |                             |                    |               |
| 2006 | Solace                           |                             |                    |               |
| 2006 | The World of Silence             |                             |                    |               |
| 2007 | Carnival                         |                             |                    |               |
| 2007 | Herb                             |                             |                    |               |
| 2007 | Beautiful Sunday                 |                             |                    |               |
| 2007 | The Show Must Go On              |                             |                    |               |
| 2007 | Paradise Murdered                |                             |                    |               |
| 2007 | The Railroad                     |                             |                    |               |
| 2008 | Radio Dayz                       |                             |                    |               |
| 2008 | My Mighty Princess               |                             |                    |               |
| 2008 | My Wife Got Married              |                             |                    |               |
| 2008 | Love Is Protein                  |                             |                    | [ 32 ]        |
| 2008 | The Dream of Cortazar            |                             |                    |               |
| 2009 | Breathless                       |                             |                    |               |
| 2009 | Insadong Scandal                 |                             |                    |               |
| 2009 | Secret                           |                             |                    |               |
| 2010 | Mirror, Mirror                   |                             |                    |               |
| 2010 | Bestseller                       |                             |                    |               |
| 2010 | The Servant                      |                             |                    |               |
| 2010 | The Unjust                       |                             |                    |               |
| 2010 | Petty Romance                    |                             |                    |               |
| 2011 | Quick                            |                             |                    |               |
| 2011 | Couples                          |                             |                    |               |
| 2011 | The King of Pigs                 |                             |                    |               |
| 2011 | Perfect Game                     |                             |                    |               |
| 2012 | Over My Dead Body                |                             |                    |               |
| 2012 | As One                           |                             |                    |               |
| 2012 | A Millionaire On the Run         |                             |                    | [ 33 ]        |
| 2012 | Waiting for Jang Joon-hwan       |                             |                    |               |
| 2013 | How to Use Guys with Secret Tips |                             |                    | [ 34 ]        |
| 2013 | Behind the Camera                |                             |                    |               |
| 2013 | Running Man                      |                             |                    |               |
| 2013 | Do You Remember Me?              |                             |                    |               |
| 2013 | The Hero                         |                             |                    |               |
| 2013 | The Fake                         |                             |                    |               |
| 2014 | Broken                           |                             |                    |               |
| 2014 | Man on High Heels                |                             |                    |               |
| 2014 | Tazza: The Hidden Card           |                             |                    |               |
| 2014 | Red Carpet                       |                             |                    | [ 35 ]        |
| 2015 | Sunshine Love                    |                             |                    |               |
| 2016 | Life Risking Romance             |                             |                    |               |
| 2017 | Fabricated City                  |                             |                    |               |
| 2018 | Snatch Up                        |                             |                    |               |
| 2018 | Your Name Is Rose                |                             |                    |               |
| 2018 | Swing Kids                       |                             |                    |               |
| 2019 | Memories                         | Seok Woo                    |                    |               |
| 2021 | High Five                        |                             |                    | [ 36 ]        |
| 2022 | Seoul Vibe                       | Fiscal Ahn                  |                    | [ 37 ] [ 38 ] |
| 2023 | Romance asesino                  | Propietario del jjimjilbang | Aparición especial | [ 39 ] [ 40 ] |
| TBA  | Spiderweb                        | Kang Ho-sae                 |                    | [ 41 ] [ 42 ] |

### Programas de televisión
| Año  | Título            | Notas    |
| ---- | ----------------- | -------- |
| 2021 | House on Wheels 2 | invitado |

### Presentador
| Año  | Evento                    | Notas                                            |
| ---- | ------------------------- | ------------------------------------------------ |
| 2022 | 36th Golden Disc Awards   | presentador de categoría                         |
| 2021 | 57th Baeksang Arts Awards | presentador de categoría - junto a Kim Sun-young |

### Eventos
| Año  | Título                            | Notas          |
| ---- | --------------------------------- | -------------- |
| 2020 | Mise-En-Scène Short Film Festival | Juez Honorario |

### Aparición en vídeos musicales
| Año  | Título de canción | Artista        |
| ---- | ----------------- | -------------- |
| 2011 | "Tipo afortunado" | Kim Hyun-joong |

## Teatro
| Año       | Título              | Personaje                             |
| --------- | ------------------- | ------------------------------------- |
| 2002-2004 | Barber Park Bong-gu | Detective/Deok-soo/Huésped/Presidente |
| 2005-2006 | One Shot Liar       | Stanley                               |

## Premios y nominaciones
| Año  | Premio                                   | Categoría                                                                 | Trabajo nominado         | Resultado | Ref.                 |
| ---- | ---------------------------------------- | ------------------------------------------------------------------------- | ------------------------ | --------- | -------------------- |
| 2017 | MBC Premios de obra                      | Premio Suplente dorado, Actor (Miniserie)                                 | Desaparecido 9           | Ganador   |                      |
| 2019 | KBS Drama Award                          | Best Supporting Actor in Mid-Length Drama                                 | When the Camellia Blooms | Ganador   |                      |
| 2019 | KBS Drama Award                          | Best Couple Award (junto a Yeom Hye-ran)                                  | When the Camellia Blooms | Ganadores | [ 47 ]               |
| 2020 | 56th Baeksang Arts Award                 | Mejor actor de reparto                                                    | When the Camellia Blooms | Ganador   | [ 48 ]               |
| 2020 | 28th SBS Drama Award                     | Best Character Award                                                      | Hot Stove League         | Ganador   | [ 49 ] [ 50 ]        |
| 2020 | 28th SBS Drama Award                     | Excellence Award, Actor in a Miniseries Action Drama                      | Hot Stove League         | Nominado  |                      |
| 2020 | 7th APAN Star Award                      | Mejor actor de reparto                                                    | It's Okay to Not Be Okay | Ganador   | [ 51 ] [ 52 ]        |
| 2020 | 7th APAN Star Award                      | Mejor actor de reparto                                                    | Hot Stove League         | Ganador   |                      |
| 2021 | 57th Baeksang Arts Award                 | Mejor actor de reparto                                                    | It's Okay to Not Be Okay | Ganador   | [ 53 ] [ 54 ] [ 55 ] |
| 2021 | 2021 Korean Popular Culture & Arts Award | Minister of Culture, Sports, and Tourism’s Commendation                   | —                        | Ganador   | [ 56 ]               |
| 2023 | Blue Dragon Film Awards                  | Mejor actor de reparto                                                    | Cobweb                   | Nominado  |                      |
| 2023 | Grand Bell Awards                        | Mejor actor de reparto                                                    | Cobweb                   | Ganador   | [ 57 ]               |
| 2023 | Korea Drama Awards                       | Premio a la gran excelencia                                               | Revenant                 | Ganador   | [ 58 ]               |
| 2023 | SBS Drama Awards                         | Premio a la gran excelencia, Actor en miniserie de género/drama de acción | Revenant                 | Nominado  | [ 59 ]               |